# Under a Funeral Moon
Under a Funeral Moon är ett musikalbum av det norska black metal-bandet Darkthrone, utgivet 1993 av skivbolaget Peaceville Records. Under a Funeral Moon är Darkthrones tredje fullängds studioalbum.

## Låtlista
1. "Natassja in Eternal Sleep" – 3:35
2. "Summer of the Diabolical Holocaust" – 5:20
3. "The Dance of Eternal Shadows" – 3:45
4. "Unholy Black Metal" – 3:33
5. "To Walk the Infernal Fields" – 7:53
6. "Under a Funeral Moon" – 5:09
7. "Inn i de dype skogers favn" – 5:27
8. "Crossing the Triangle of Flames" – 6:13

- Text: Fenriz (alla låtar)
- Musik: Nocturno Culto (spår 1, 3), Fenriz (spår 2, 5, 6, 8), Zephyrous (spår 4, 7)

## Medverkande
Musiker (Darkthrone-medlemmar)
- Nocturno Culto (Ted Arvid Skjellum) – sång, basgitarr
- Zephyrous (Ivar Enger) – gitarr
- Fenriz (Gylve Fenris Nagell) – trummor, percussion

Produktion
- Vidar – ljudtekniker
- Mayking – mastring
- TS (Tanja Stene) – omslagskonst
- Tomas Lindberg – logo
- Nocturno Culto – omslagsmodell